# Ditte Ylva Olsen
Ditte Ylva Olsen (født d. 6. april 1977 i Næstved) er en dansk skuespillerinde. Hun er bedst kendt for sine roller som hhv. Bendtsen i tv-serien Dicte og hovedrollekarakteren Lise i Viaplay-serien Hånd i hånd. Ditte gik på Næstved Gymnasium, men droppede ud i november i 2. g. Hun er uddannet på den alternative teaterskole Cantabile 2, School of Stage Art i 2003.
I 2014 medvirkede hun i underholdningsprogrammet Vild med dans med den professionelle danser Morten Kjeldgaard. De endte med en samlet fjerdeplads.

## Filmografi

### Film
| År   | Titel         | Rolle   | Noter      |
| ---- | ------------- | ------- | ---------- |
| 2008 | Winter        | Moderen | Spillefilm |
| 2011 | Sidste Skud   | Tina    | Kortfilm   |
| 2017 | Mens vi lever | Majbrit | Spillefilm |
| 2018 | Lux Aeterna   | Helene  | Kortfilm   |

### TV-serier
| År        | Titel                      | Rolle          | Noter        |
| --------- | -------------------------- | -------------- | ------------ |
| 2012      | SJIT Happens               | Ofelia         |              |
| 2013-2016 | Dicte                      | Linda Bendtsen |              |
| 2018      | Hånd i Hånd                | Lise Henriksen | 8 episoder   |
| 2022      | Julehjertets hemmelighed   | Gudrun Høst    | Julekalender |
| 2023      | Troldehjertets Hemmelighed | Gudrun Høst    |              |